# Museu-Arxiu de Sant Andreu de Llavaneres
El Museu-Arxiu de Sant Andreu de Llavaneres es troba a la masia de Can Caralt, al municipi homònim (Maresme), que acull també l'arxiu municipal, amb documentació des del segle xvi.

## Museu
Forma part de la Xarxa de Museus Locals de la Diputació de Barcelona i compta amb col·leccions etnogràfiques del camp i de la llar, una de ràdios i una de càmeres fotogràfiques i projectors des de finals del segle xix. La pinacoteca ocupa tota la primera planta de l'edifici i conté obres de pintors relacionats amb Llavaneres com els Masriera, Aureli Tolosa, Alexandre Cardunets, Joaquim Vancells, Rafael Durancamps, Opisso i de pintura catalana contemporània com Joaquim Mir, Ramon Calsina, Albert Ràfols-Casamada, Antoni Clavé, Eduard Alcoy, Antoni Tàpies, Joan Miró o  Josep Guinovart. Des del maig dle 2010, disposa, a més, d'una nova sala dedicada a l'escultura, que dona cabuda a un fons patrimonial amb noms com Manolo Hugué, Josep Maria Subirachs, Manuel Cusachs, Josep Maria Riera i Aragó, Rosa Serra i Joan Borrell i Nicolau.
L'any 2012 s'inicià el concepte de Tastets amb exposicions i obra de petit format, a la sala d'entrada del mateix museu.

## Galeria

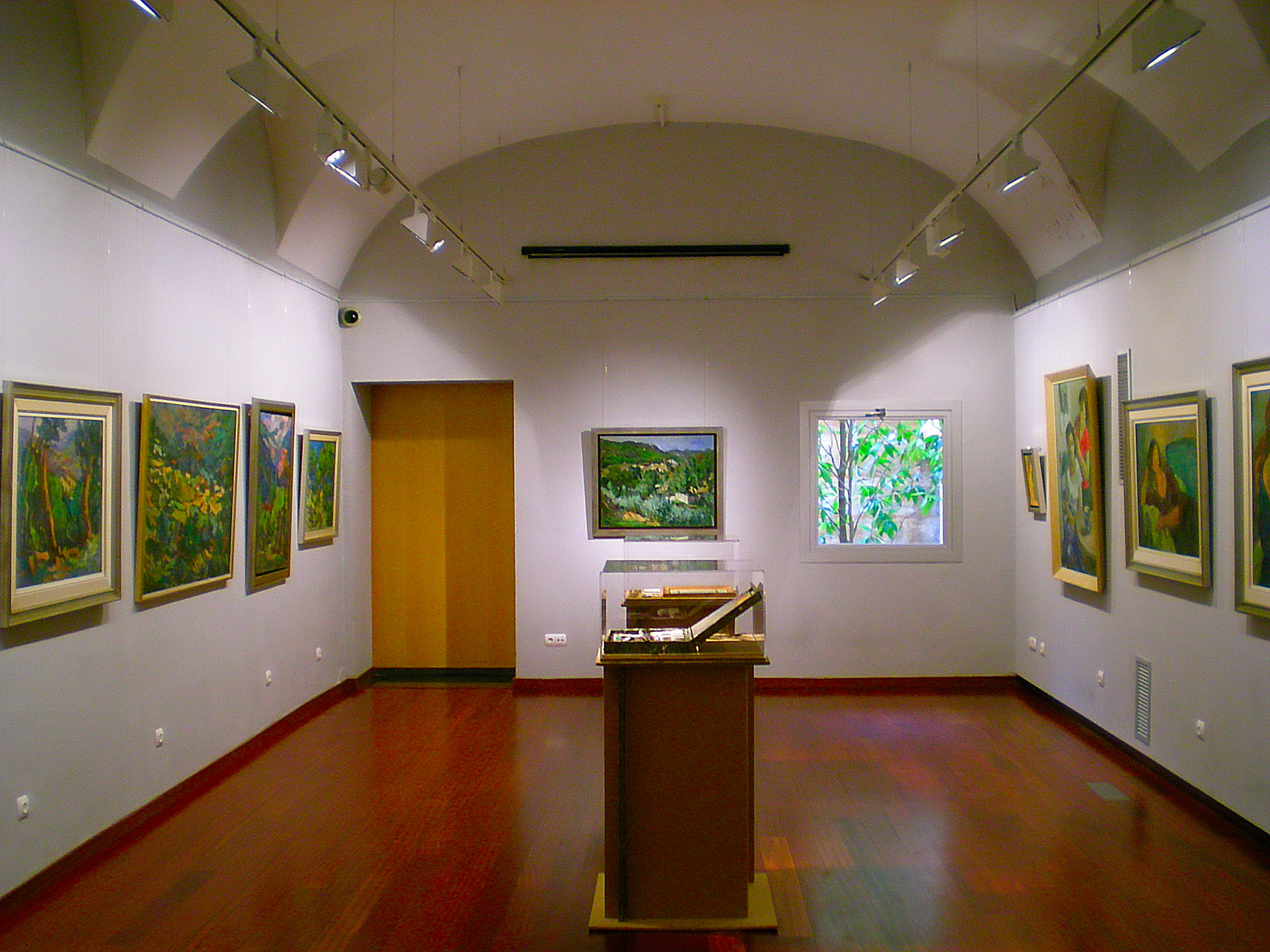
Sala d'exposicions temporals
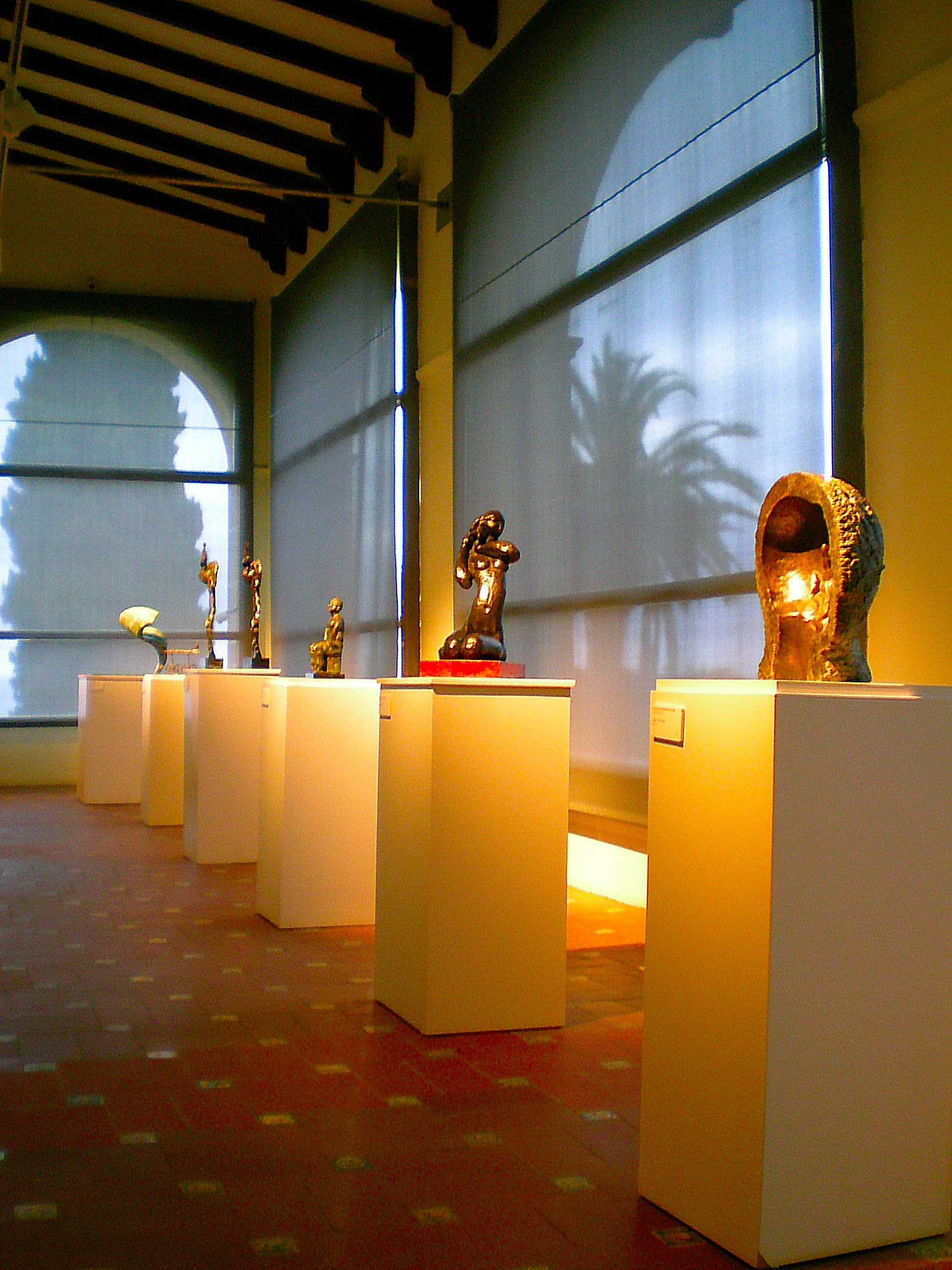
Sala d'escultura
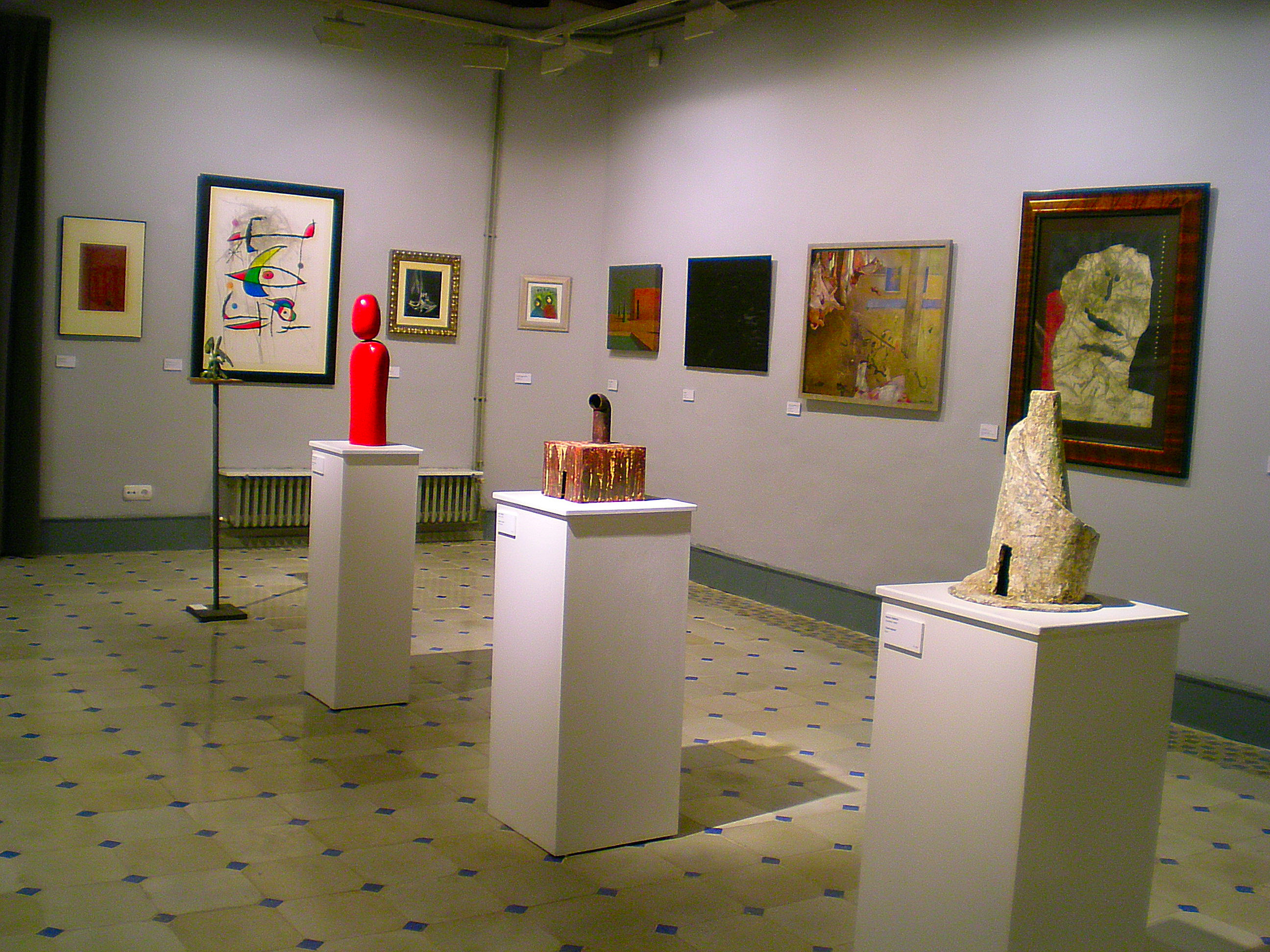
Sala de pinacoteca
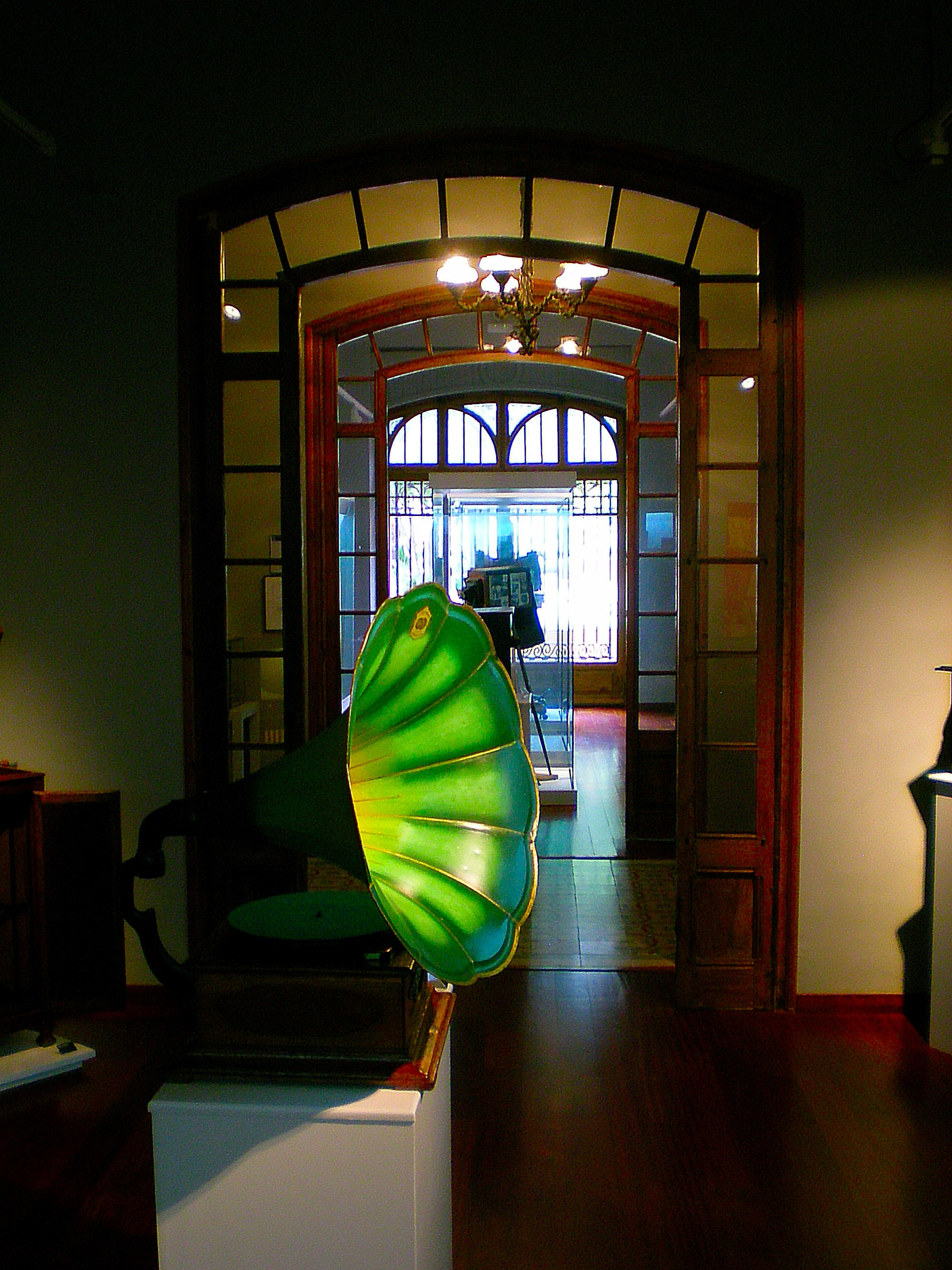
Sala de ràdios